# Sparta (Wisconsin)
Sparta és una població dels Estats Units a l'estat de Wisconsin. Segons el cens del 2000 tenia 8.648 habitants.

## Demografia
Segons el cens del 2000, Sparta tenia 8.648 habitants, 3.583 habitatges, i 2.217 famílies. La densitat de població era de 610,4 habitants per km².
Dels 3.583 habitatges en un 30,7% hi vivien nens de menys de 18 anys, en un 44,6% hi vivien parelles casades, en un 12,6% dones solteres, i en un 38,1% no eren unitats familiars. En el 31,6% dels habitatges hi vivien persones soles el 12,7% de les quals corresponia a persones de 65 anys o més que vivien soles. El nombre mitjà de persones vivint en cada habitatge era de 2,35 i el nombre mitjà de persones que vivien en cada família era de 2,93.
Per edats la població es repartia de la següent manera: un 25,9% tenia menys de 18 anys, un 9,1% entre 18 i 24, un 27,6% entre 25 i 44, un 21,6% de 45 a 60 i un 15,8% 65 anys o més.
L'edat mediana era de 37 anys. Per cada 100 dones de 18 o més anys hi havia 89,7 homes.
La renda mediana per habitatge era de 33.397$ i la renda mediana per família de 42.182$. Els homes tenien una renda mediana de 31.250$ mentre que les dones 21.634$. La renda per capita de la població era de 18.238$. Aproximadament el 10% de les famílies i l'11,3% de la població estaven per davall del llindar de pobresa.

## Poblacions properes
El següent diagrama mostra les poblacions més properes.

## Personatges il·lustres
- Edgar Stillman Kelley (1857 - 1944), compositor i director d'orquestra.